# Eugeniusz Szcześniak
Eugeniusz Marian Szcześniak – polski fizyk, doktor habilitowany nauk fizycznych, specjalizuje się w fizyce fazy skondensowanej oraz radiospektroskopii, nauczyciel akademicki Uniwersytetu im. Adama Mickiewicza w Poznaniu.

## Życiorys
Naukowo związany z Wydziałem Fizyki UAM, gdzie habilitował się w 1990 na podstawie oceny dorobku naukowego i rozprawy zatytułowanej Polimorfizm a dynamika molekularna w substancjach krystalicznych typu (CH3)3CXH. 
Pracuje jako profesor w Zakładzie Fizyki Makromolekularnej Wydziału Fizyki UAM. W pracy badawczej zajmuje się m.in. spektroskopią magnetycznego rezonansu jądrowego (NMR) i jej zastosowaniem do badania dynamiki i struktury materii skondensowanej (w tym: badania procesów relaksacji i widm różnych jąder oraz mikroobrazowanie magnetyczno-rezonansowe). Jest członkiem Polskiego Towarzystwa Fizycznego. Swoje prace publikował m.in. w "Solid State Nuclear Magnetic Resonance", "Molecular Physics Reports" oraz "Applied Magnetic Resonance".
Członek Akademickiego Klubu Obywatelskiego im. Prezydenta Lecha Kaczyńskiego w Poznaniu.